# Loitenbach
Der Loitenbach ist ein Bach in der Gemeinde St. Veit in Defereggen (Bezirk Lienz). Er mündet bei Feld in die Schwarzach.
Der rund 1,2 Kilometer lange Loitenbach entspringt an der Südflanke des Gritzern Hörndle knapp unterhalb der Waldgrenze, wobei dieser Bereich als Seitenegge bezeichnet wird und zum Gebiet der Gritzer Alm gehört. Der Loitenbach fließt in südlicher Richtung talwärts durch den Bannwald, der sich im sonnenseitigen Bereich des Defereggentals befindet. Nach dem Erreichen des Talbodens fließt der Loitenbach durch Wiesen und die Rotte Feld. Zuletzt unterquert er die Defereggentalstraße und mündet danach von links in die Schwarzach. Der Loitenbach befindet sich zwischen dem Einzugsgebiet der Gassen Mure im Osten und des Froditzbachs im Westen.